# Kriegergedächtniskapelle (Nattenhausen)

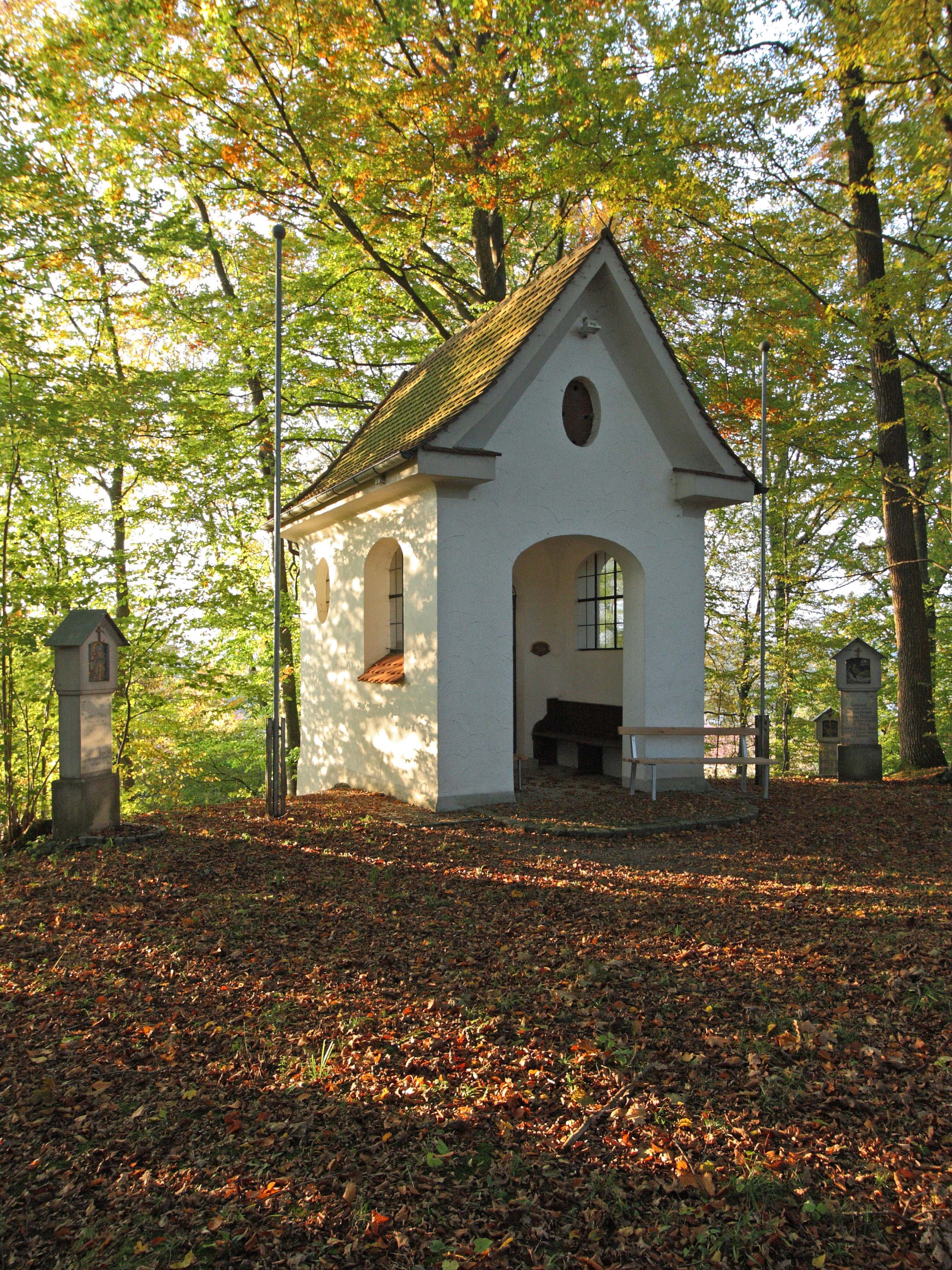
Kapelle in Nattenhausen

Die katholische Kriegergedächtniskapelle in Nattenhausen, einem Ortsteil der Gemeinde Breitenthal im schwäbischen Landkreis Günzburg (Bayern), wurde 1918 errichtet. Die Kapelle am Schloßberg auf dem Burgstall ist ein geschütztes Baudenkmal.
Der kleine offene Rechteckbau mit polygonalem Schluss wurde als Kriegergedächtniskapelle errichtet. Um die Kapelle sind Kreuzwegstationen aufgestellt.